# 拿拿林Online
《拿拿林online》（韓語：나나이모，Nanaimo，中国大陆称此游戏为QQ飞行岛）是韓國TopPig所開發的多人連線射擊遊戲，由NEXON代理。此遊戲的中文版本，會由騰訊（中國）及戲谷（香港、台灣）代理。
本遊戲是以2D橫向射擊為主，玩家可透過卡片或商店買賣賣得到寵物，玩家在一開始的時候，先改人物名稱等基本資料，然後經過劇情，透過NPC取得寵物，一開始的時候只有三隻寵物選一隻寵物，選得寵物後就可遊戲。
- 遊戲的中國版本早於2007年8月23日開始進行封閉測試2007年9月15日晚上12時正結束封測活動，并在2008年7月8日公开测试。但是之后官网宣布关闭新用户注册，并且长时间未更新，而现在相关关闭注册的新闻也找不到，官网现存的新闻的发布时间有可能被调整过。
- 遊戲的香港版本早於2007年8月15日16時開始進行封閉測試2007年10月30日中午12時正結束封測活動。遊戲的香港版本於11月6日正式上市。
- 台灣版本已於2007年11月7日至11月28日進行封閉測試，但現時遊戲伺服器和官方討論版已關閉。
- 香港代理戲谷在2011年3月23日宣佈，將於2011年4月26日下午15:00結束營運。

## 遊戲玩法
在關卡裏遊戲的控制方法（即打怪升lv過關）：
- Ctrl/Space鍵為發砲
- ↑↓←→為控制鍵
- Alt/Shift為存氣彈
- 1/2/3/4/5/6為道具鍵(4/5/6要另外購買)

在關卡外（如由歐玆比走到關卡一）的方法：
- 可使用滑鼠點擊及↑↓←→鍵
- 不能在聊天時使用↑↓←→鍵是
- 如需聊天，按一下Enter鍵就可

## 遊戲特色
玩家升至LV3時即可擁有自己的虛擬之家。只要達至一定條件更可以租用地皮！要買地皮就要付出漢斯幣和房屋人氣，
不同的街道的地皮也有不同價錢（價錢愈高，表示那街道愈多人經過！）地皮亦有時限（１４天）
迷你遊戲
遊戲中設有多款有趣的迷你遊戲。現時CB版本已經有一款迷你遊戲讓玩家測試中。(要香港版現時需要12LV方可進場)
卡片現化系統
遊戲中玩家可以獲得多款不同的卡片。玩家可以把卡片轉化為道具。現時所知遊戲中現化卡片的給合起過一萬種。
師生系統
當玩家等級到達20級時，就可當老師了!只要在大街按T鍵，就可進入師生系統。師生系統可供大家刊登廣告招生，19級或以下的玩家可從那兒當別人的學生。老師也可以在大街招生呢!當老師和學生一起打怪時，學生可以獲120%的經驗，老師在線時不與學生打怪時，學生打怪，學生獲得的經驗也會撥入雙方的經驗。招生人數最初為3人，會隨畢業人數加大招生人數。

## 香港拿拿林online封測
因在香港動漫節期間，因大量玩家無法取得封測卡，論壇管理員小婉發起拿拿林online大派封測卡活動，是次活動，需要討論區會員回答封測員須知及為什麼沒拿到封測卡等問題，因公平起見，以隨機的方法，抽出4位得卡者，得卡者，輸入序號，即可參加CB(封測)。
是次CB，官方也舉行<<參加封測《拿拿林》 共創遊戲No problem!>>的活動：封測員升到指定級數，在公測時可得到指定的金錢「漢斯幣」。

## 香港拿拿林Online官方討論版
拿拿林Online官方討論版開放的區域有5個，以下為5個區的用途:
《機師聚腳閒聊區》是一個給會員交流的討論版塊，可發表所有有關拿拿林Online話題；
《臨時公會區》 是一個給公會組織及舉辦公會活動的版塊；
《機師交易區》是一個交易版塊，亦有一些人開商店賣卡；
《家居展示區》是一個給會員交流家居的討論版塊，開貼10分，回貼1分
《Nanaimo Magazine》(前稱：Nanaimo Weekly)是一個給Nanaimo Magazine(以前曾和TR Online合併，改名為Tales Runner,但現已拆夥)的會員交流的版塊；
《拿拿林問題回報區》是一個回報、詢問關於拿拿林問題的地方，有專人回答所有拿拿林遊戲奇難雜症。

## 公會功能
公會功能還沒開放，會員只能發帖招生。
香港版的公會區已於2009年7月29日正式通過改革，現時公會可申請自己的討論區。

## 村莊商店
歐茲比
- 玩家可以從這個地方參觀其他玩家的家

卡片交易處
- 這為拿拿林Online的新功能，玩家可以在這裏進行卡片交易，即使下線後，卡片依然會繼續售賣

這是本遊戲的優點，同時可減少交易騙案。
戰寵物品商店
- 用作復活戰寵或購買戰鬥時必需的物品，例如：防護膜、回HP/MP食物(不同的村莊都會售不同功能的物品)

服裝造型商店
- 用來購買戰鬥裝備的商店(不同的村莊都會售不同等級的裝備)

卡片商店
- 可以購買卡片現化鎖匙(最多50條/5hans條)或可以購買點數秘密鎖匙的商店

室內橫裝商店
- 現家可以在這裏購買到家居用品在家中橫裝

娛樂室
- 可以和其他玩家玩小遊戲的地方

空中競技場
- 以2對2限時的方式去搶分，最高分組為之勝出

## 秘密關卡
在拿拿林Online中，
註有?的地方就是秘密關卡，簡稱秘關
這個地方玩家可以透過打關的方式一樣，
取得卡片，秘密關卡共有四個，位於：海棠村莊、愛來村莊、太平原村莊和黃金美麗村莊，
而每一條村莊都有LV限制，
- 海棠村莊 LV1~LV20
- 愛來村莊 LV1~LV45
- 太平原村莊 LV1~LV60
- 黃金美麗村莊 LV1~LV89(香港伺服器最高等級為89級)

每次開放時間為60分鐘
但進入時間只有30分鐘

## 發光村莊
發光村莊現時只有韓國和香港伺服器開放，玩家需要把關卡1~關卡16以B級或以上完成即可。現時香港伺服器已經開放了L1~L6關卡，玩家必需由關卡L1開始，不能直接跳至其他L關卡。現時韓國伺服器已經開放了L1-L8關卡。

## 家居系統
這是2D射擊遊戲的特點
暫時在2D網上遊戲，只有拿拿林Online
有家居系統
玩家可以透過推薦點去增加屋內回復HP的快與慢
推薦點數還可以用作買地用途

## Nanaimo Magazine
Nanaimo Magazine是香港拿拿林Online獨有的特色，玩家可以透過拿拿林online討論區就可以瀏覽。Nanaimo Magazine是由一位玩家—自由所創下的，於11月20日成立，同時，官方人員阿豆也為Nanaimo Weekly開一個專用的分區。Nanaimo Weekly已經更名為Nanaimo Magazine。
現時Nanaimo Magazine於每月的首星期出版，本閱讀刊物會由小拔、精明和tyteen4a03發佈。
Nanaimo Magazine於2010年8月1日正式宣佈停刊,其主要成因,是因為某位職員問題,同時亦因觀看人數過小,因此由內部商討後作出的決定,而有關決定是由小拔所提出,而在宣佈停刊前,有不少排版部的職員向高層提出辭職,從而令到排版部職員人數不足,而有關引致問題的原因,是因為職員在安排分工上出現不當令到職員不滿而引致,Nanaimo Magazine停刊,意味戲谷旗下之遊戲討論區官方網上雜誌絕跡。
Nanaimo Magazine在拿拿林online官方討論區完結所有活動後,Nanaimo Magazine便會正式停刊,而所有職員同時一併解散。